# Строфий (син на Крис)
Строфий (на старогръцки: Στρόφιος, Strophios, Strophius) в древногръцката митология е цар на Фокида.
Син е на цар Крис и на съпругата му Антифатея, дъщеря на Наубол. Баща му е син на героя и прочут атлет Фок. Жени се за Анаксибия (наричана също Кидрагора или Астиоха), дъщеря на Атрей и сестра на Агамемнон и Менелай. Двамата са родители на Пилад и Астидамея. 
В неговия двор расте неговият племенник Орест, след убийството на победителя на Троя от Егист и Клитемнестра. Тогава Пилад и Орест стават големи приятели, а по-късно Пилад се жени за дъщерята на Агамемнон Електра (Лаодика).